# Kanounenhiwwel
Auf dem so genannten Kanounenhiwwel (Kanonenhügel) in der Stadt Luxemburg steht das National-Monument „Luxemburger Solidarität“.
Es wurde zum Gedenken an die Toten des  Zweiten Weltkrieges und zur Erinnerung an den Widerstand und die Solidarität des Luxemburger Volkes gegen die deutsche Besatzung errichtet. Der gepflasterte Innenhof symbolisiert die Gefängnisse, Konzentrationslager und Kasernen. Ein einfacher unbehauener Stein in der Kapelle steht stellvertretend für die Opfer des Krieges. Vor dem Denkmal brennt ein ewiges Feuer.